# Mnich (poemat Juliusza Słowackiego)
Mnich. Powieść wschodnia – poemat Juliusza Słowackiego, napisany w lutym 1831 roku w Warszawie, opublikowany w pierwszym tomie Poezyj w kwietniu 1832 roku. Jeden z dwóch poematów o kolorycie orientalnym pomieszczonych w tym zbiorze, które Słowacki dedykował Michałowi Roli Skibnickiemu.

## Treść
Opowieść rozpoczyna wprowadzenie, z którego czytelnik dowiaduje się, że przedstawiona historia została zapisana przez synajskiego mnicha-skrybę na ostatniej wolnej stronie kopiowanego manuskryptu.
Jest to zapis przedśmiertnej spowiedzi Araba, chrześcijańskiego zakonnika, który pod wpływem piękna napotkanego klasztoru i uwiedziony jego obrządkiem porzucił religię swoich ojców. Za tę decyzję został wyklęty przez swoją rodzinę. Gdy powracając z polowania, napotkał Araba, którego – spragniony – poprosił o łyk wody, tamten zaczął mu złorzeczyć. W walce, która się wywiązała, zamordował rywala, jak się okazało – rodzonego brata. Ukryty łucznik zabił w stepie jego konia. Podczas ataku Arabów na kościół, poprowadził obronę świątyni, w zabitym przez siebie napastniku, rozpoznał własnego ojca.
Mnich musiał także porzucić swoją ukochaną, Zarę. Mimo przybrania zakonnego habitu, nigdy nie pozbył się podarowanych mu przez nią amuletów z cytatami z Koranu. Widząc po tym wyznaniu w przedśmiertnej spowiedzi gniewną twarz towarzyszącego mu mnicha, gotów jest pozbyć się znaków obcej religii, jednak powstrzymuje go przed tym ukazanie się cienia jego ukochanej. Namawia go ona, aby porzucił chrześcijaństwo i złączył się z nią w raju jej religii. Mnich odkrywa teraz, że bracia zakonni zawsze traktowali go obojętnie, że na jego pogrzebie też nie będą boleć po stracie, domaga się pochówku na stepie, chce powrócić do religii swoich przodków.

## Interpretacja

### Tematyka
Głównym tematem utworu jest, jak to już miało miejsce wcześniej w Mindowem Słowackiego, konflikt na płaszczyźnie religijnej. Z jednej strony jest to chrześcijaństwo, z drugiej religia, która (zdaniem Kleinera) wcale nie musi być islamem, można odnaleźć w niej elementy kultu natury, „religii stepów”. Konflikt w przeciwieństwie do wcześniejszego dramatu rozgrywa się we wnętrzu bohatera, nie jest jedynie przeciwstawieniem sobie dwóch sił. Słabsze niż we wcześniejszych utworach są też wątki antykościelne. Słowacki, co jest znamienne dla romantyków, dostrzega wartość w pięknie religii. Nawrócenie Araba następuje za sprawą przeżycia estetycznego. W podobny sposób katolikiem stał się Mortimer z Marii Stuart Schillera.
Pod względem treści Słowacki dokonał twórczego przekształcenia motywów. Na tle innych utworów orientalistycznych motyw nawróconego mnicha-Araba jest pomysłem oryginalnym.

### Kompozycja
Kompozycję utworu znamionuje opracowany przez poetę schemat, powtarzające się jak refren słowa Już nie miałem brata – Już nie miałem konia – Już nie miałem ojca stopniują napięcie w utworze. Pisarz przeplata fragmenty narracyjne z refleksyjnymi porównaniami. Spowiedź mnicha (zgodnie z panującą w epoce modą) zamyka w formie mistyfikacji literackiej, sugerując we wstępie, że jest to relacja z rzeczywistych wypadków, spisana na ostatniej karcie przepisywanego manuskryptu.